# Rouleur (Soldat)
Rouleur (auch Billardeur) ist eine Bezeichnung aus der Zeit des Absolutismus. Sie benennt einen Soldaten, der sich von der Truppe entfernte, um sich anschließend bei einem anderen Heer anwerben zu lassen. Auf diese Weise brachten es manche dieser Männer zu einer rechten Ansammlung von Dienstherren, die nicht selten gegeneinander Krieg führten. Die Werbeoffiziere der großen Militärnationen wie Frankreich, Preußen oder die Niederlande bedienten sich sogar sehr gerne aus diesem Reservoir, das nie leer wurde. Besonders Preußen ist bekannt dafür, dass seine Heerführer eigens Abwerber, in der Fachsprache Debaucheurs genannt, losschickten, um Soldaten fremder Nationen zur Desertion und erneuter Rekrutierung zu veranlassen. Der Gewinn der Fahnenflüchtigen bestand im erneuten Handgeld und in der mitgenommenen Ausrüstung, darunter vornehmlich Kleidung und Blankwaffen. Der Gewinn der Werbeoffiziere bestand in der Honorierung der Anwerbung durch den jeweiligen Kriegsherren. Sobald der Rekrut die „Kapitulation“ unterschrieben hatte, entstand dem Werbeoffizier ein Geldanspruch.
Rouleurs war des Weiteren Mitte des 19. Jahrhunderts die Bezeichnung der Turnusstenographen die in der Französischen Nationalversammlung die Versammlungen wortwörtlich aufzeichneten.